# Simnia acicularis
Simnia acicularis är en snäckart som först beskrevs av Jean-Baptiste Lamarck 1810.  Simnia acicularis ingår i släktet Simnia och familjen Ovulidae. Inga underarter finns listade i Catalogue of Life.